# Jerry Dodgion
Jerry Dawson Dodgion (* 29. August 1932 in Richmond, Kalifornien; † 17. Februar 2023 in Queens, New York City) war ein US-amerikanischer Jazzmusiker (Altsaxophon, Flöte, auch Klarinette).

## Leben und Wirken
Dodgion sammelte erste musikalische Erfahrungen Anfang der 1950er-Jahre in den Bands von Rudy Salvini, John Coppola/Chuck Travis und Gerald Wilson und arbeitete mit dem Quartett von Vernon Alley, mit dem er 1955 Billie Holiday begleitete, 1959 mit Charlie Mariano ("The Vamp's Blues"). Er gehörte dann der Band von Benny Carter und 1958 bis 1961 dem Quintett von Red Norvo an, begleitete Frank Sinatra auf einigen Tourneen und Benny Goodman 1962 auf seiner Tournee durch die Sowjetunion, zu sehen in dem Dokumentarfilm Jazz für die Russen – To Russia with Jazz (2011). Von 1965 bis 1979 war er Mitglied des Thad Jones/Mel Lewis Orchestra, außerdem arbeitete er u. a. mit Oliver Nelson, Herbie Hancock, Duke Pearson, im Count Basie Orchestra, Marian McPartland und Charles Mingus (Let My Children Hear Music). Ende der 1980er-Jahre trat er mit Dizzy Gillespie auf und von 1992 bis 2002 gehörte er der The Carnegie Hall Jazz Band unter Jon Faddis an.
Nach zahllosen Aufnahmen als Sideman nahm er 2003 mit der eigenen Band The Joy of Sax (mit den Saxophonisten Frank Wess, Brad Leali, Dan Block und Jay Brandford, dem Pianisten Mike LeDonne, dem Bassisten Dennis Irwin und dem Schlagzeuger Joe Farnsworth) sein erstes Album als Bandleader Jerry Dodgion and The Joy of Sax ein. In späteren Jahren arbeitete er noch in den Bands von Anthony Wilson, Chuck Israels, David Berger, Gerald Wilson, Peter Lerner, Andy Farber und Ron Carter. Im Bereich des Jazz war er laut Tom Lord zwischen 1954 und 2013 an 388 Aufnahmesessions beteiligt, zuletzt mit dem Frank Perowsky Jazz Orchestra.
Jerry Dodgion war zwanzig Jahre lang mit der Schlagzeugerin Dottie Dodgion (1929–2021) verheiratet.

## Diskographische Hinweise
- Thad Jones/Mel Lewis Orchestra: All My Yesterdays: The Debut 1966 Recordings at the Village Vanguard (Resonance, ed. 2016)